# Lucius Clodius Macer
Pour les articles homonymes, voir Macer.
Lucius Clodius Macer était gouverneur romain de la province d'Afrique (legatus Augusti propraetore Africae).
En l'an 68, Vindex, gouverneur de Gaule lyonnaise, lança la révolte contre l'empereur Néron, avec le soutien de Galba, gouverneur de la Tarraconaise. Rapidement Othon, gouverneur de Lusitanie, se joignit aux rebelles.
Les événements d'Europe décidèrent Lucius Clodius Macer à se révolter contre l'empereur lui aussi en avril 68. Il ne se joignit pas toutefois à Galba et Vindex, parce que lui-même espérait devenir empereur. Clodius Macer créa une nouvelle légion en Afrique : la Legio I Macriana liberatrix. De plus il avait à sa disposition la Legio III Augusta qui était stationnée dans sa province. Clodius Macer conquit Carthage, port dont l'importance était vitale pour approvisionner Rome en grains d'Afrique du Nord. Il en fit arrêter l'expédition vers la capitale, ce qui y suscita des troubles.
Le 11 juin, Néron se suicida et Galba fut proclamé le nouvel empereur de l'État romain. En octobre il arriva à Rome et fit assassiner Clodius Macer le même mois par Trebonius Garutianus. La légion de Macer fut dissoute par Galba peu de temps après.
Macer fit frapper des deniers devenus extrêmement rares : nous n'en connaissons que 85 dont vingt seulement portent son effigie. Il est remarquable qu'il a fait figurer sur ses monnaies l'abréviation S C (senatus consulto), qui n'était plus apparue sur les monnaies d'argent romaines depuis 40 av. J.-C., et qui faisait référence à l'autorisation du Sénat romain d'effectuer la frappe. Le fait que ses portraits ne le représentent pas avec la couronne de laurier ou avec un diadème indique qu'il ne voulait pas apparaître comme un ennemi du Sénat mais comme un rebelle contre Néron.
On discerne mal le rôle qu'a joué dans cette affaire une certaine Calvia Crispinilla, qualifiée par Tacite de magistra libidinum Neronis. Il semble que ce soit elle qui a conseillé à Macer de bloquer l'approvisionnement de Rome en blé. Redoutable intrigante, elle semble avoir su retourner sa veste quand il le fallait et mourut riche et honorée.

## Sources de traduction
- (nl) Cet article est partiellement ou en totalité issu de l’article de Wikipédia en néerlandais intitulé « Lucius Clodius Macer » (voir la liste des auteurs).

- (it) Cet article est partiellement ou en totalité issu de l’article de Wikipédia en italien intitulé « Lucio Clodio Macro » (voir la liste des auteurs).